# Kuskowo (wieś)
Kuskowo – wieś w Polsce położona w województwie mazowieckim, w powiecie przasnyskim, w gminie Przasnysz. Leży przy trasie Przasnysz – Baranowo.
Kuskowo wchodzi w skład sołectwa Stara Krępa.
W latach 1975–1998 miejscowość należała administracyjnie do województwa ostrołęckiego.
W 1880 roku znajdowała się w gminie Karwacz jako osada o 2 domach, 16 mieszkańcach i 10 morgach. Około 1930 roku było tu 6 numerów. Obecnie 9 zamieszkanych posesji i 34 mieszkańców.
Miejscowość 
Wierni Kościoła rzymskokatolickiego należą do parafii św. Stanisława Biskupa w Świętym Miejscu.